# Cisza atmosferyczna
Cisza atmosferyczna - całkowity brak wyczuwalnego wiatru. Jest to określenie dla stanu pogody, w którym prędkość wiatru nie przekracza 0,5 m/s. W skali Beauforta określana jest jako 0.